# Reflexionsbecken

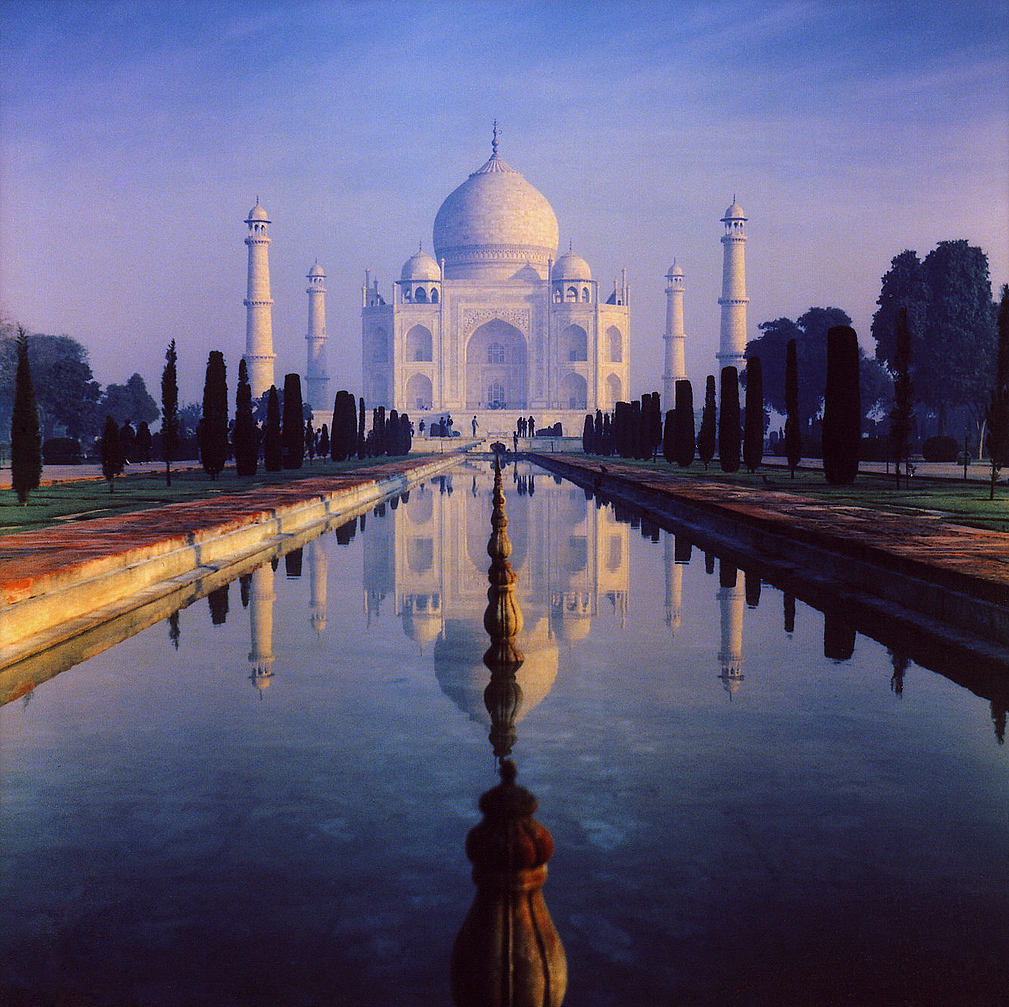
Reflexionsbecken des Taj Mahal

Ein Reflexionsbecken ist ein mit Wasser gefülltes Becken, das als gestalterisches Element dazu dient, das Licht eines Gebäudes zu reflektieren, so dass ein Spiegelbild sichtbar wird. Es wird häufig bei Gedenkstätten verwendet. Durch die Reflexion soll eine feierliche Stimmung erzeugt werden. Ein Reflexionsbecken besteht in der Regel aus einem flachen Wasserbecken mit stehendem Wasser. Um störende Wellen auf der Oberfläche zu verhindern, ist der Beckengrund meist nicht eben ausgeführt, sondern die Wassertiefe ist in der Mitte des Beckens geringer als in Randnähe.
Bekannte Reflexionsbecken befinden sich an folgenden Orten:
- das Taj Mahal in Agra, Indien
- der Lincoln Memorial Reflecting Pool, zwischen dem Lincoln Memorial und dem  Washington Monument, in Washington, D.C.
- das King Center in Atlanta zu Gedenken an Martin Luther King
- das Oklahoma City National Memorial, am Schauplatz des Bombenanschlages
- an der University of Notre Dame, unterhalb des Mosaiks an der Hesburgh Library
- Die Hollywood Bowl in Los Angeles hatte ungefähr von 1953 bis 1972 ein Reflexionsbecken vor der Bühne.[1]
- Das Völkerschlachtdenkmal in Leipzig.

## Galerie

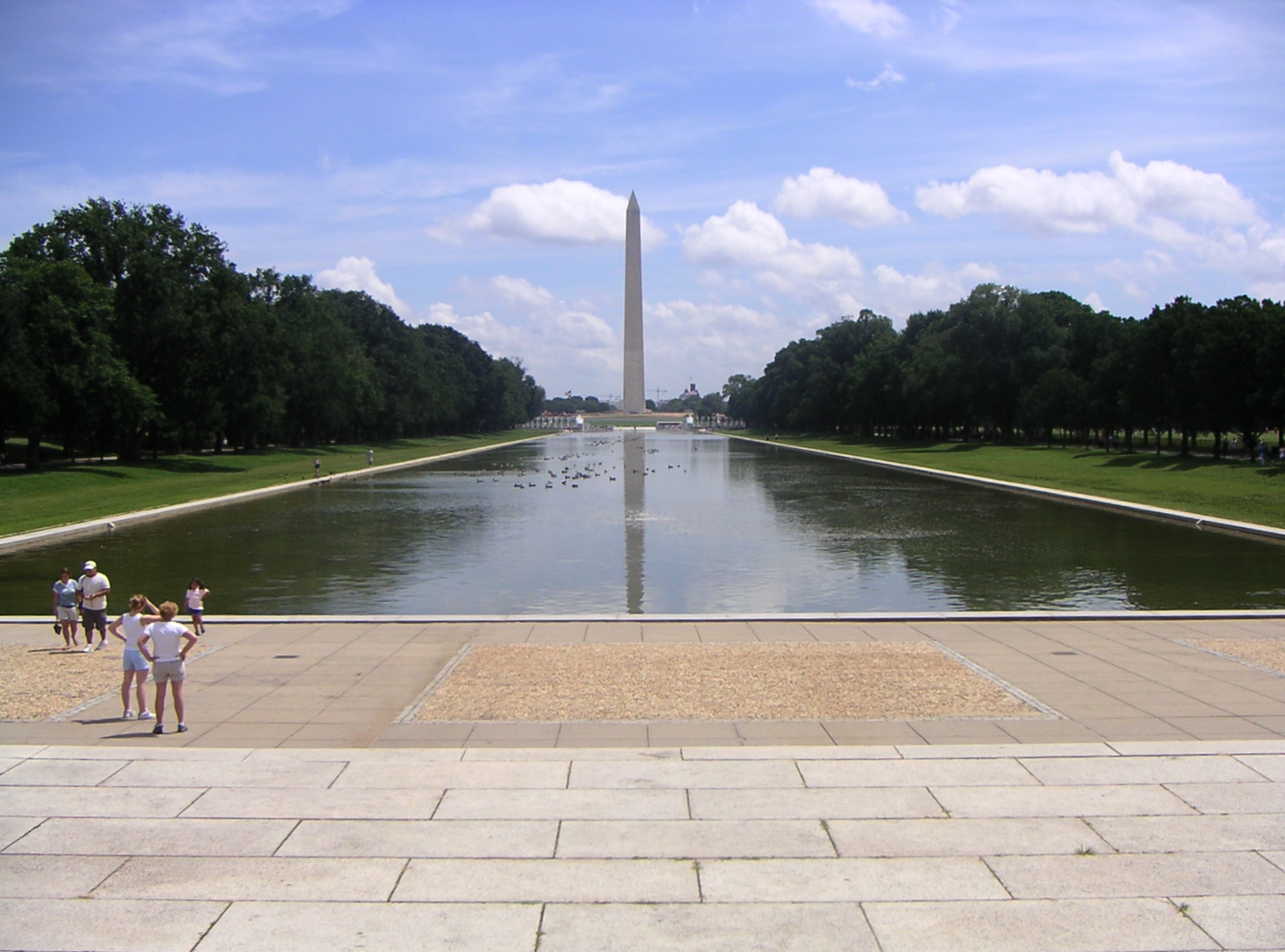
Ein berühmtes Reflexionsbecken liegt zwischen dem Lincoln Memorial und dem Washington Monument in Washington, D.C.
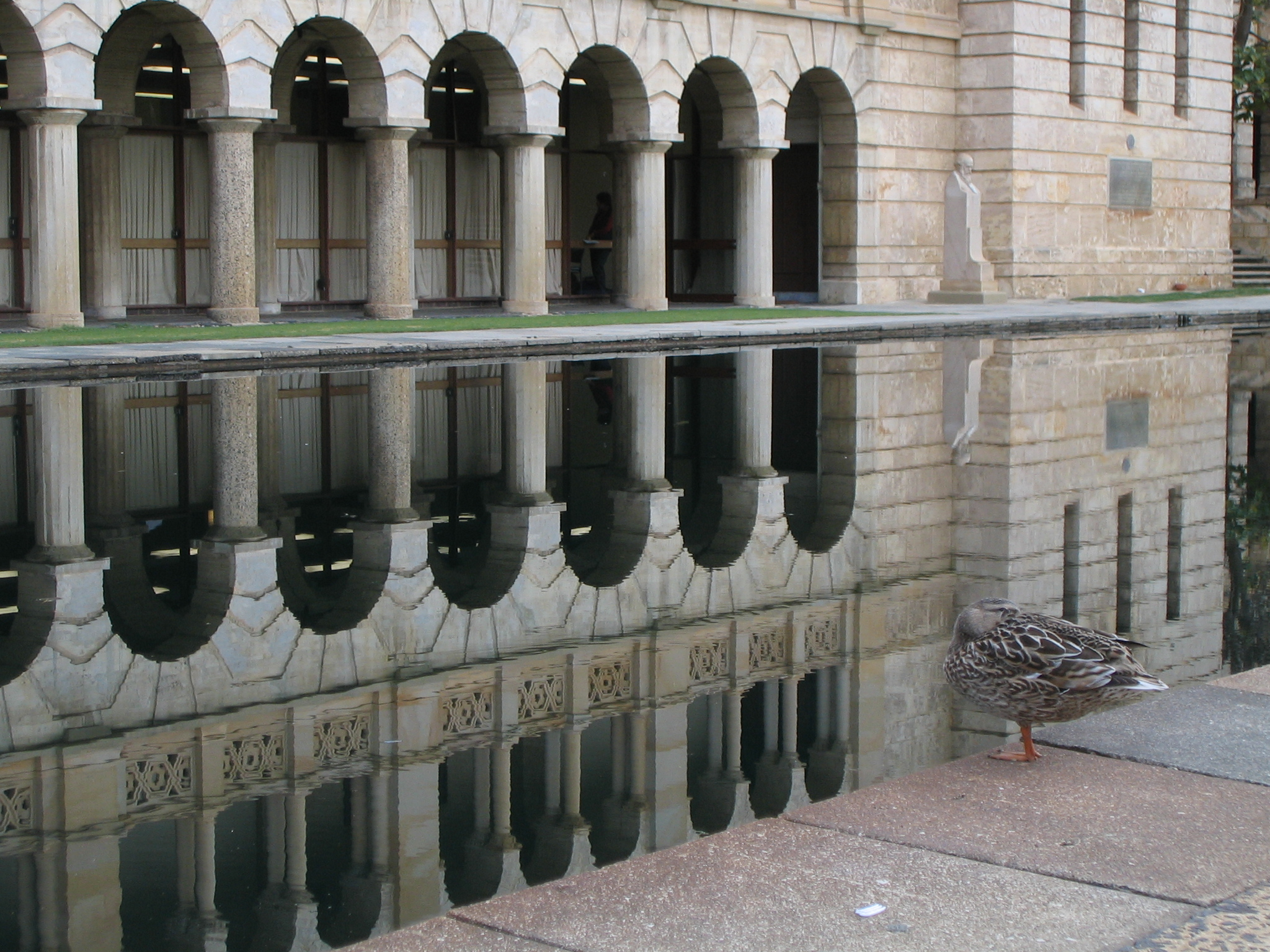
Reflexionsbecken an der University of Western Australia
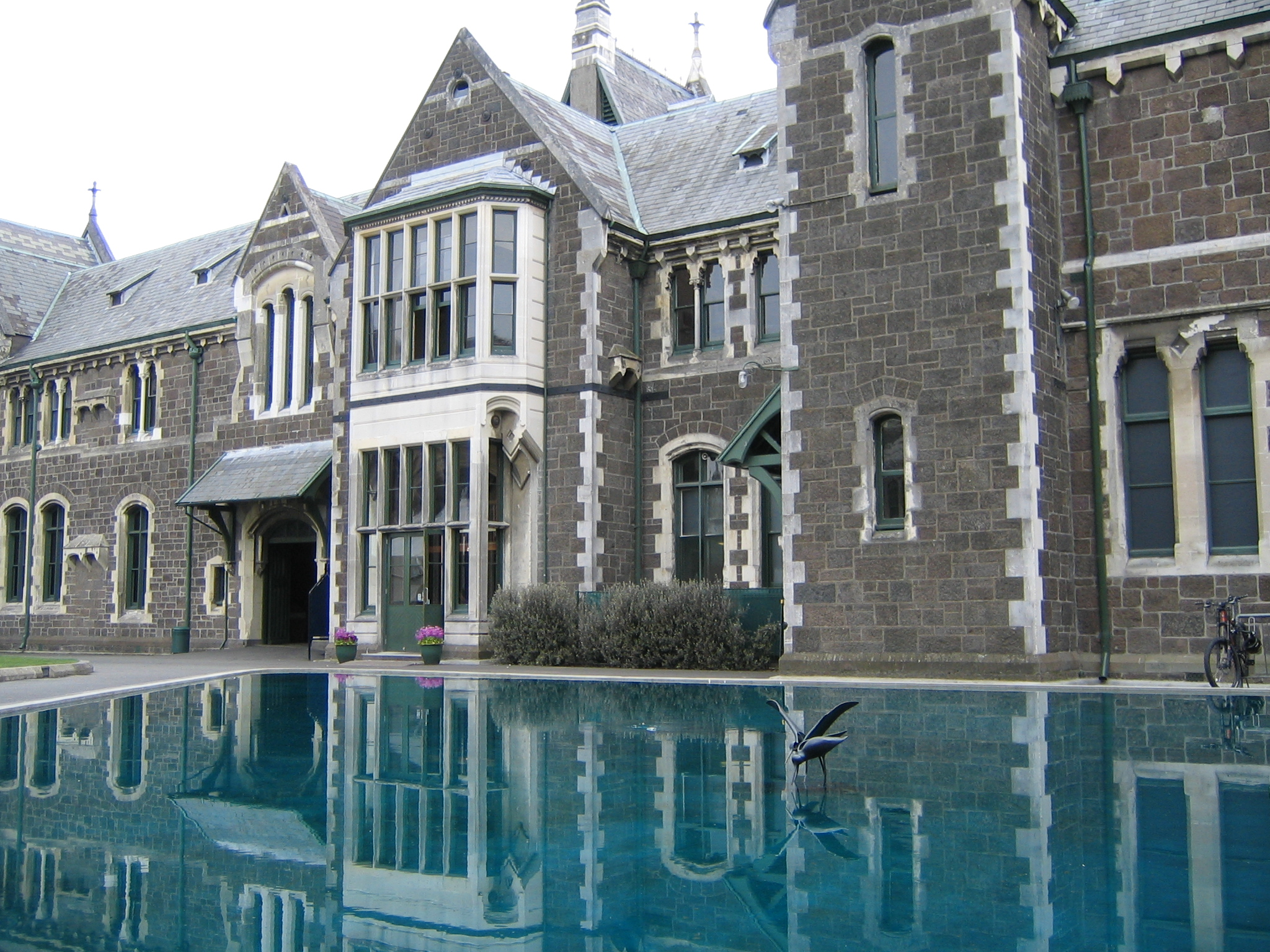
Becken am Christchurch Arts Centre in Neuseeland
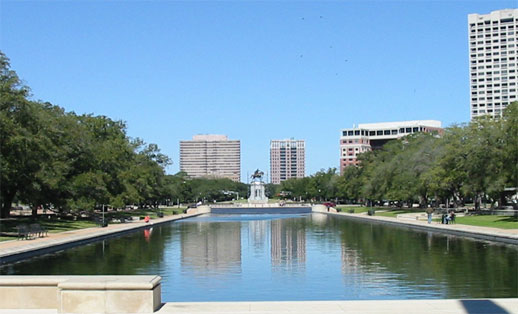
Reflexionsbecken im Hermann Park in Houston
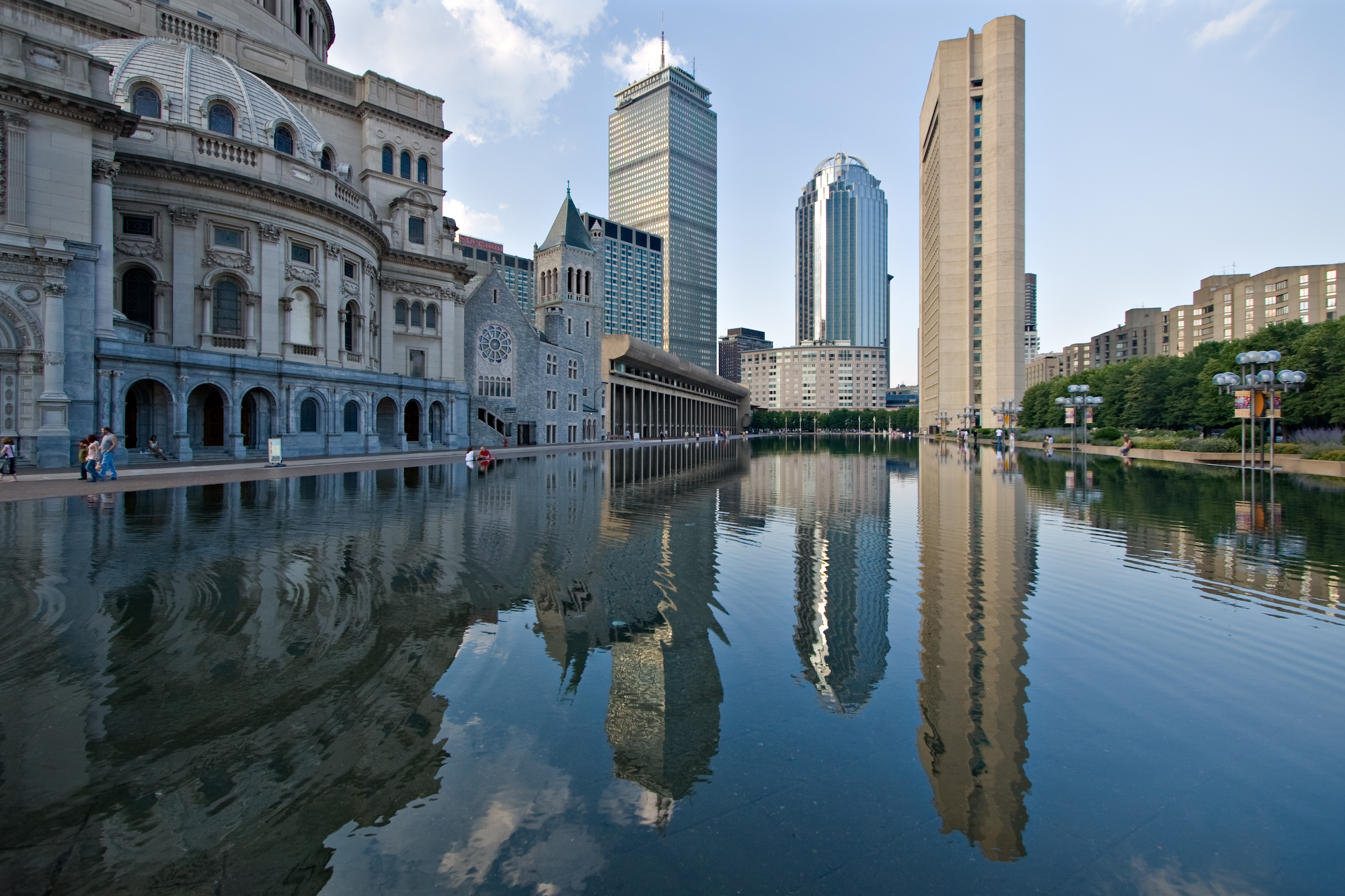
Reflexionsbecken an der Christian-Science-Kirche in Boston
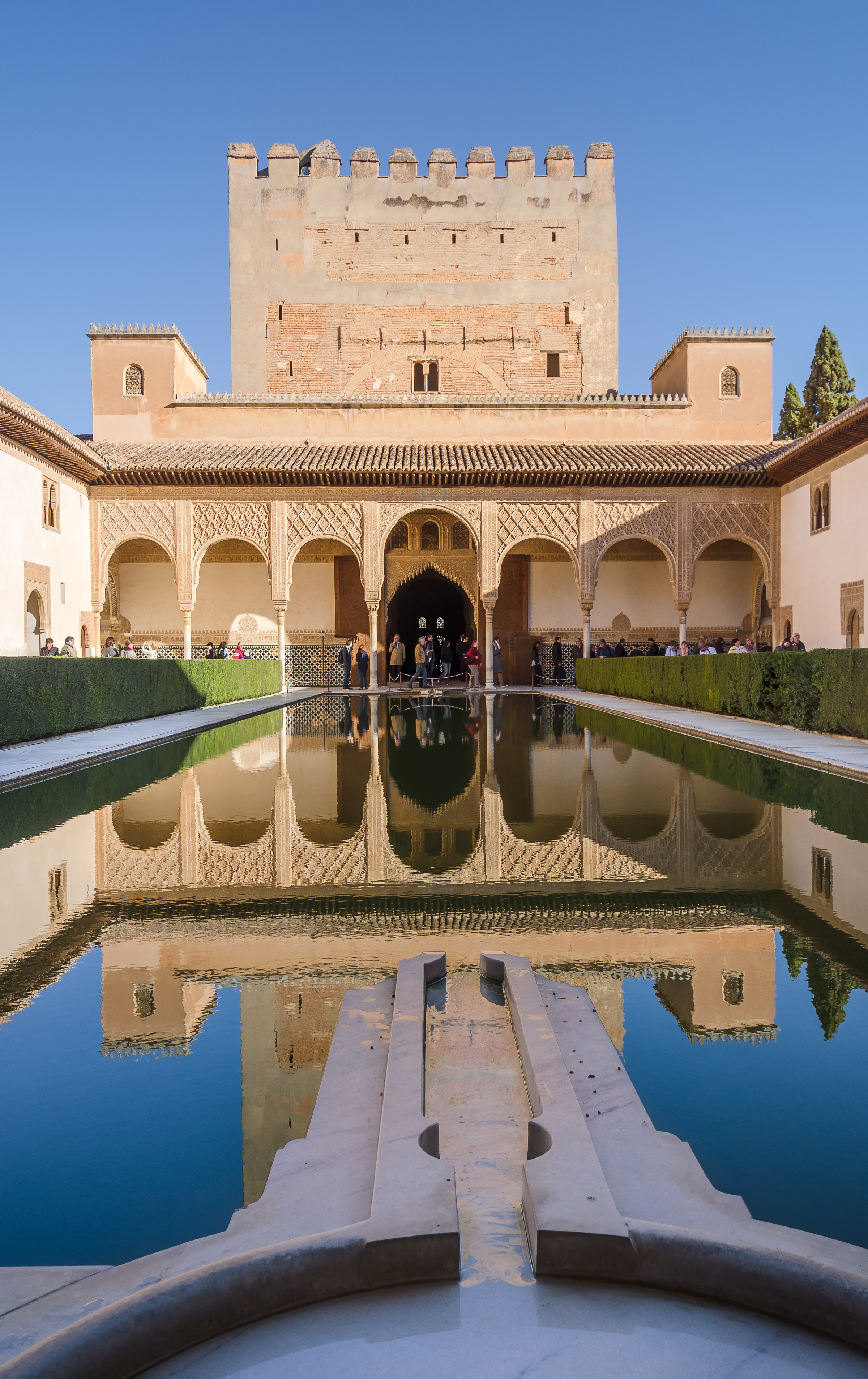
Reflexionsbecken an der Alhambra in Granada, Spanien
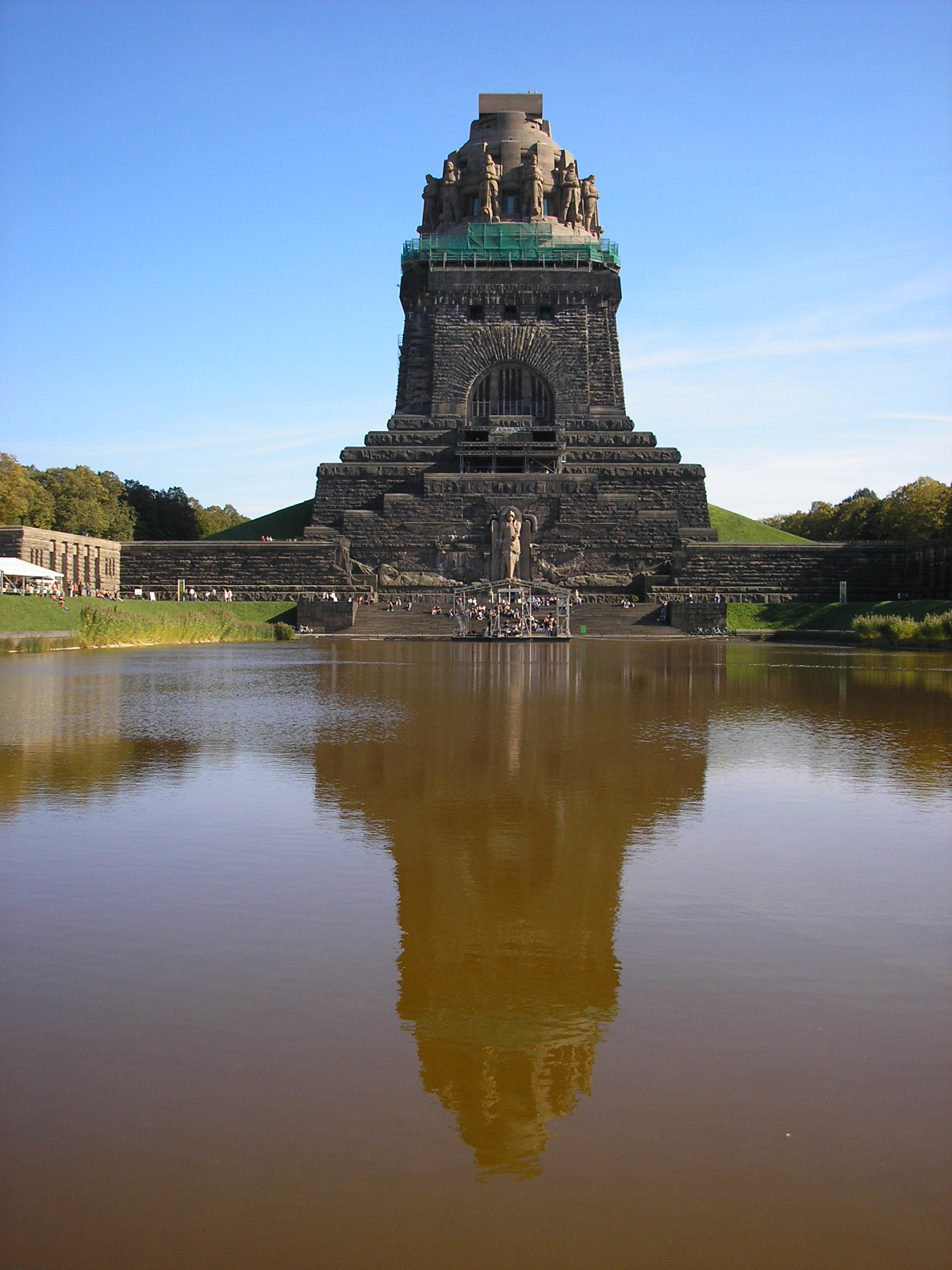
Völkerschlachtdenkmal Leipzig mit Spiegelung im vorgelagerten „See der Tränen um die gefallenen Soldaten“
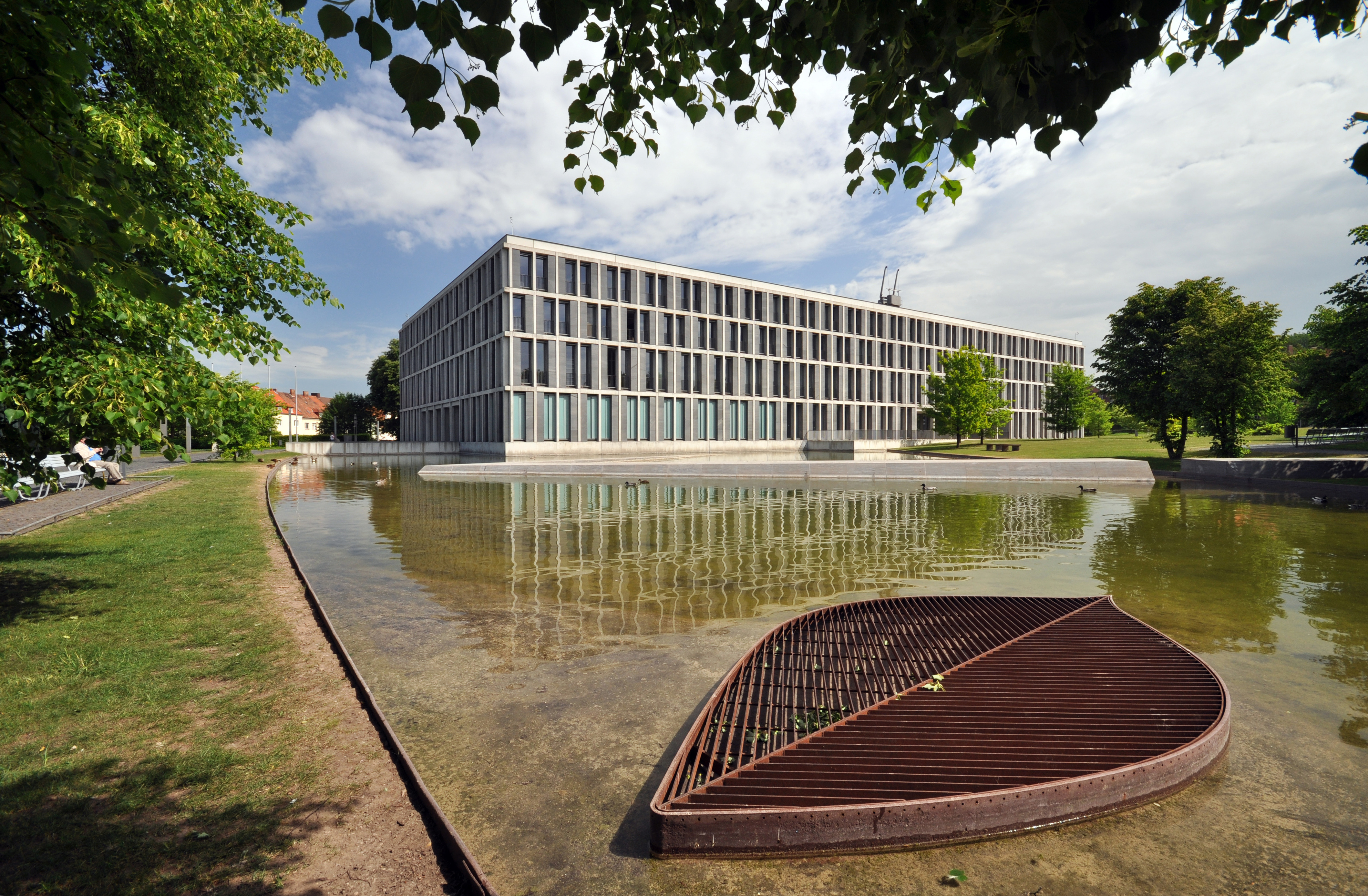
Bundesarbeitsgericht in Erfurt
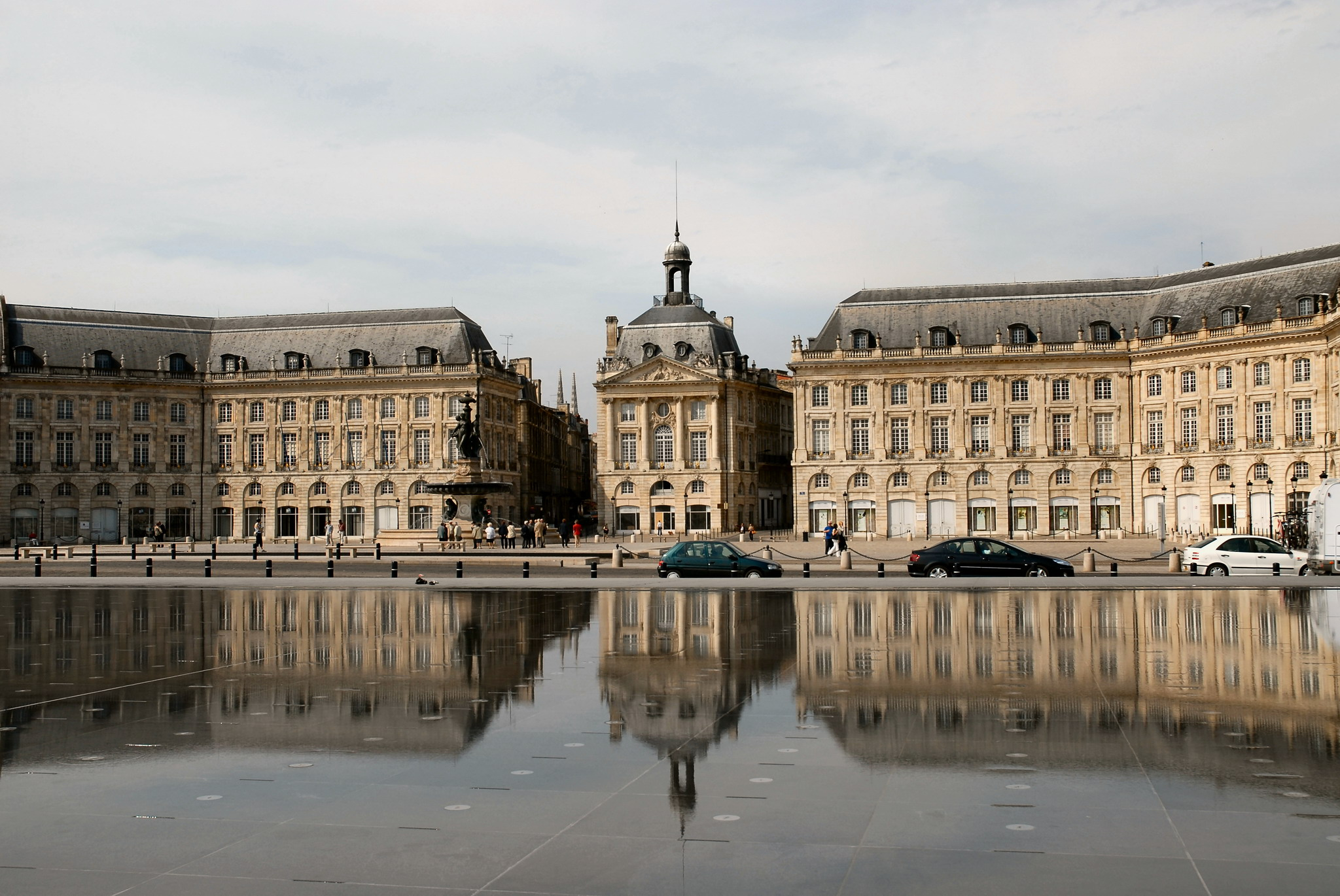
Place de la Bourse, Bordeaux, erbaut 2006 als weltweit größtes Reflexionsbecken